# 安德烈亚·奇普雷萨
安德烈亚·奇普雷萨（義大利語：Andrea Cipressa，1963年12月14日—），意大利男子击剑运动员。他曾获得1984年夏季奥运会男子花剑团体金牌。

## 家庭
女儿埃丽卡·奇普雷萨也是击剑运动员。